# キャンディ♡キャンディ
『キャンディ♡キャンディ』は、原作：水木杏子、作画：いがらしゆみこによる日本の少女漫画作品。また、それを原作としたテレビアニメ。

## 概要
講談社の少女漫画雑誌『なかよし』にて、1975年4月号から1979年3月号にかけて連載。単行本は「KCなかよし」で全9巻が刊行された。
1977年（昭和52年）度、第1回講談社漫画賞少女部門受賞。
単行本の累計発行部数は1200万部を突破している。単行本の7巻は、日本の漫画単行本としては初めて初版100万部が印刷された。その後、愛蔵版・新装版・文庫版コミックスでも発行されたが、現在は後述の理由により絶版となっている。
東映動画の制作でテレビアニメ化され、1976年10月1日から1979年2月2日にかけてテレビ朝日系で全115話が放送された。アニメ化効果で原作も当時出ていた6巻までで計900万部を突破、1978年4月発売の7巻は初版100万部を売り出した。劇場公開もされ、主題歌レコードもヒットした。舞台化や小説化もされている。
水木杏子、いがらしゆみこにとっての代表作であり、『なかよし』の看板作品として同誌の売り上げを牽引し、連載中の1976年新年号で同誌は発行部数100万部を達成した。1978年に実施された毎日新聞社による全国学校読書調査の人気漫画の部で、小学生で1位、中学生で2位、高校生では5位にランクインした。なお、この調査は男女別ではなく少年漫画も交えたものである。
最盛期には、キャラクター人形が1年間で200万個・約80億円を売り上げた。
当時講談社専属だったいがらしゆみこの『なかよし』での新連載を始めるにあたって、当時主流だった学園マンガではなく、外国文学のような長く読み継がれる大型の少女名作マンガというコンセプトで講談社の編集部が企画し、原作者として水木杏子が選ばれて連載が始まった。なお、水木は「名木田恵子」として仕事をしているが、当時この名義で別の漫画を連載中だったため「水木杏子」というペンネームを用いた。のちにテレビアニメの主題歌を作詞したり、小説版を刊行した際には「名木田恵子」を使用している。
基本的なコンセプトと設定を水木、いがらし、担当編集者の清水満郎の3人で話し合って決め、具体的なストーリー展開は水木が小説形式で原作を執筆し、それをいがらしが漫画化していった。コンセプトの話し合いでは、いがらしがルイーザ・メイ・オルコットの『ローズの季節（花ざかりのローズ、Rose in Bloom: A Sequel to "Eight Cousins"）』、清水は『あしながおじさん』、水木が『赤毛のアン』の話を持ち出して、内容に織り込まれた。娘とテレビアニメ『アルプスの少女ハイジ』を見て心が洗われたという担当編集者がああいうのをやりたいと言ったとも言う。
水木杏子といがらしゆみこの間に本作の著作権帰属を巡るトラブルが発生し事実上の断絶状態になったため、2001年以降は原作もテレビアニメ版も再版・再放送・配信ができない状態になっている。

## 世界各国での反響
中華民国（台湾）と香港では『小甜甜』というタイトルの中國語(台湾華語)と広東語吹き替え版が放映された。
大韓民国ではほとんど日本と時差なく1977年に放送が開始。髪が長くて愁いを帯びた素敵な男性のことを「テリウス」（テリィのこと）と言う。後に日本でも人気になった韓国ドラマ『冬のソナタ』のストーリーに影響を与えた。
その他のアジア各地でも放映された。中でも1989年に放送開始してヒットしたインドネシアでは、初めて放送された日本の連続テレビアニメであり、原作マンガも翻訳出版され、『ドラえもん』とともに現地におけるアニメ・マンガ世代の誕生の契機となった作品である。韓国では原作マンガも出版されたが、当時は日本の大衆文化の輸入が禁止されていたために海賊版の形であり、日本の作品と知らずに接していた韓国人も多い。
1970年代からヨーロッパでも放送され、特にフランスとイタリアで人気を得た。ヨーロッパでも韓国と同様にフランスやドイツで日本の作品と知らずに見ていたと言われることがあり、多くのフランス人がフランス製アニメだと信じていたという逸話がある。フランスには1977年に輸出され、1978年から『Candy』のタイトルで毎日5分ずつ放送されて大人気となった。原作も日本と同じ単行本の形で翻訳出版されたがこちらは失敗した。イタリアには1979年にテレビアニメ版が輸出され、放映に合わせて、ファブリ社が少女雑誌『キャンディ』を創刊し、原作を翻訳して週刊ペースで連載。これが大人気となり、連載終結後も続編を希望する嘆願が殺到し、イタリア独自の続編漫画が、原作者の了承によりイタリアのみの公開という条件で1984年秋から発表された。
アメリカ大陸においては、ラテンヨーロッパ文化の影響が強い、主に中南米諸国、そしてカナダでもフランス語版が放映され、人気を博した。ただしアメリカ合衆国においては、小説『あしながおじさん』と設定が瓜二つなことや、劇中の音楽などが差換えられた経緯もあり、ヒットしなかった。

## あらすじ
20世紀初頭のアメリカ中西部およびイギリスを舞台に、明るく前向きな孤児の少女キャンディ（キャンディス・ホワイト）が、周囲の出自への偏見に負けず人々の愛情を受けて成長する過程を描く、ビルドゥングス・ロマン。
キャンディは、ミシガン湖に近い孤児院「ポニーの家」で明るく元気に暮らす少女。おとなしくて優しいアニーは同い年の親友である。6歳のある日、アニーが富豪の養女として引き取られた。キャンディはしばらくアニーと文通していたが、出自が知られることを嫌ったアニーから文通を断られ、孤児院近くのポニーの丘で泣いていたところ、スコットランドの民族衣装をまとった見知らぬ少年に声を掛けられる。「おチビちゃん、笑った顔の方がかわいいよ」キャンディは銀のバッジを落としていったその少年を「丘の上の王子さま」と名付け、彼と再会することが最大の願望のひとつとなった。
12歳になったキャンディは富豪ラガン家に引き取られる。しかし、養女ではなく、その家の娘イライザの話し相手としてであった。そこでキャンディはイライザとその兄ニールから手酷いいじめに遭う。ある日、2人の意地悪に耐え切れず、バラ園で泣き出してしまった。そこに、いつの間にか丘の上の王子様そっくりの少年が現れ、「おチビちゃん、笑った顔の方がかわいいよ」と、かつてと同じ言葉を掛けられたが、その少年はすぐにいなくなってしまった。バラ園の門には銀のバッジと同じ紋章が刻まれていた。また、発明好きのアリステア（ステア）、おしゃれなアーチーボルト（アーチー）の兄弟とも出会い、親しくなる。
アードレー一族のパーティーにキャンディも出席し、スコットランドの民族衣装を着たステアとアーチーとともに丘の上の王子様に似たあの少年もいた。彼の名はアンソニー。バラの品種改良が趣味の心優しい少年であった。3人、とりわけアンソニーと親しくなったことで、ラガン家でのいじめはますます激しくなっていった。キャンディはアンソニーから誕生日を聞かれたが、自分の誕生日を知らない彼女に、アンソニーは次に自分と会った日が君の誕生日だと約束をした。後日キャンディはアンソニーと再会し、彼が品種改良して作った新種のバラをプレゼントされた。花の名前はスイートキャンディ。
キャンディはラガン家に来ていたアニーを見かけて喜ぶが、彼女を避けているアニーを気遣い、声を掛けることをためらう。ある日キャンディはニールとイライザが、アニーにいたずらをしてキャンディのせいにしようと企む話を聞き、ニールを殴って阻止したが、事情を知らないアンソニーから単にお転婆が過ぎるためと思われ、傷ついてしまう。落ち込んだキャンディは、ボートに乗って川を下っていけばポニーの家まで行けるかもしれないと思い、そのままうたた寝してしまった。そして気付いた時には、目の前に滝が迫っていた。
気が付くと、髭面でサングラスの男性がキャンディを介抱してくれていた。一見怖い印象だった彼はとても心優しく、いつも動物達と一緒に自由な放浪生活をしていた。その男性はアルバートといい、辛いことがあったらいつでも連絡するようにと励ましてくれた。アルバートと別れたキャンディはラガン家に戻った。
ラガン家でのいじめは相変わらずであった。当初は話し相手だったはずが、使用人見習いにされ、次に馬屋番として馬屋での寝泊りを強要され、挙句の果てに泥棒の濡れ衣を着せられてメキシコに追いやられることになった。しかしメキシコへの出立の直後、3人の少年達がアードレー家の総長「ウィリアム大おじさま」へ送った直訴状によって、キャンディはアードレー家の正式な養女となった。エルロイ大おばさまはキャンディを疎んじるが、キャンディはとまどいつつもアードレー家の生活に馴染んでいった。
アンソニーはキャンディが身に付けている丘の上の王子様の銀のバッジを見付けた。そのバッジはアードレー家の男子が持つ物だと説明し、キャンディは丘の上の王子様のこと、そしてアンソニーにそっくりだということを話す。アンソニーはキャンディが自分を丘の上の王子様に重ねて見ているのではと危惧するが、キャンディは「アンソニーはアンソニーだから好きなの」と告白する。アンソニーは幼い時に亡くした母のことをキャンディに話す。キャンディのお披露目を兼ねてきつね狩りが開かれた。その朝、不吉にもスイートキャンディは枯れてしまっていた。アンソニーはキャンディをエスコートしてきつね狩りに参加するが、落馬事故によりキャンディの目の前で命を落とす。
アンソニーの死は皆を悲しませた。特にエルロイ大おばさまはキャンディに辛く当たる。失意のキャンディは再会したアルバートの言葉に元気を取り戻し、ポニーの家に帰った。ステアとアーチーも家を出ようとするが、ウィリアム大おじさまの使いのジョルジュに止められる。その頃、地主の意向でポニーの家が立ち退きを迫られていることを知ったキャンディは、地主の家に直談判しに行く。キャンディは地主への批判を本人とは知らずに言ってしまい、キャンディはお詫びにポニーの家のみんなでささやかなクリスマスの贈り物をする。無邪気で素直な子供達に心を動かされた地主はポニーの家の存続を決めた。そこにウィリアム大おじさまの命令で、ロンドンの聖ポール学院へ留学させるための迎えがやって来る。遠い海外へ行くことに不安を抱いたキャンディは拒絶するが、ステアやアーチー達もすでに渡英して彼女を待っていると伝えられたため、旅立ちを決心する。
イギリスへ向かう船上で、後姿がアンソニーに似た少年テリュース（テリィ）に出会う。キャンディは泣いていた彼の姿を見てしまい、そのことを伝えるが、「悲しそう? こいつは面白い、この俺が悲しそうなんて」と一笑される。テリィは先ほどとは別人のように彼女をからかい、キャンディはその豹変ぶりに驚き、戸惑う。
規則ずくめの学院生活で、気弱だが心優しい少女パトリシア（パティ）とキャンディは親しくなる。ある日、想いを寄せるアーチーを追ってアニーがアメリカから学院に転校してきた。幼馴染との再会を心の中で喜ぶキャンディだが、アニーは孤児院出身を必死に隠すあまり、またアーチーの心がキャンディにあるのではとの恐れがあるため、キャンディを避けていた。ある日アニーの素性がイライザ達に露見し、一時姿を隠したが、アーチーの言葉に励まされて昔の素直なアニーに戻った。それ以降キャンディ・アニー・パティの3人は固い友情で結ばれるようになった。
奇しくも同じ学院でキャンディはテリィと再会する。そしてキャンディは偶然テリィの出生の秘密を知ってしまう。彼は、独身で通っているブロードウェーの人気女優エレノア・ベーカーの息子であった。母親に会いにアメリカに渡ったものの、「愛してはいるがあなたは決して誰にも知られてはいけない存在、だからもうここへは来てはいけない」とエレノアは残酷にも彼に言った。傷つき、後悔して涙を流していたテリィとキャンディが初めて出会ったのがあのイギリスへ向かう船上だったのだ。イギリスへ戻っても、冷たい継母と貴族という体面を重んじるあまり彼を愛せない父に反発し、学院で不良を装っていたテリィ。キャンディはテリィとケンカを繰り返しつつもいつしか惹かれ、テリィもまたキャンディに心を寄せていく。
5月になり、灰色の学院生活の中で珍しく華やかな催しである五月祭（メイ・フェスティバル）が開催された。しかし開催直前にパティをかばって院長に暴言を吐いてしまったキャンディは参加禁止の上、反省室で過ごすことになる。しかし窓から抜け出し、大おじさまからプレゼントされた衣装とかつらで変装したキャンディは思う存分パーティーを楽しむ。しかし、繁みで密かに着替えているところをテリィに見られてしまう。憤慨するキャンディにテリィは礼儀正しくダンスを申し込む。2人きりのダンス。キャンディはこれは初めてアンソニーと踊った曲だと打ち明けた。するとテリィは突然キャンディを抱きすくめ、唇を重ねた。「不良!」泣きながらキャンディはテリィを平手打ちして言った。アンソニーならこんな乱暴なことはしない…。テリィはキャンディの心の中からアンソニーを追い出すため、嫌がる彼女を馬に乗せて疾走した。落馬で命を落としたアンソニーの記憶が残るキャンディは馬を極度に恐れ、泣き叫んだ。しかし、テリィに促されて周りをよく見ると、緑が飛んでいき、景色が生き生きとして見え、次第にアンソニーの面影が薄れていき、すぐそばにいるテリィの存在が大きくなるのだった。
イライザもテリィに横恋慕していた。テリィとキャンディの仲にイライザは腹を立て、何とかテリィを振向かせようとキャンディの悪口を吹聴するが、逆にテリィにばかにされてしまう。怒ったイライザは卑劣な計略を立てた。2人を夜の馬小屋に呼び出して落ち合わさせ、そこにシスターたちを連れてきたのだ。
2人の言い分も聞き入れられず、学院長の命令によりキャンディは退学処分、テリィは自室での謹慎処分となる。同じ理由で謹慎と退学という不平等の処分にテリィは学院長へ抗議したが、決定は覆らなかった。そこで彼はキャンディの身代わりに自ら退学してアメリカに渡り、それを知ったキャンディもまた彼の後を追う。
苦心の末アメリカへ戻ったキャンディは、懐かしいポニーの家に向かった。そこで直前までテリィが訪ねてきていたことを知るが、一歩違いで会えなかった。突然帰って来たキャンディに、先生達は驚いて訳を聞くと、看護婦になるために戻ってきたのだと彼女は説明した。春になり、ポニー先生の紹介で、キャンディは働きながら看護婦になれる病院に勤め始めた。程なくヨーロッパで戦争が始まる。戦争は拡大し、病院内でも従軍看護婦が派遣されるのではないかとの噂が囁かれる。そしてキャンディを含む5名の看護婦が、外科と内科が専門のシカゴの大病院へ派遣されることになった。
シカゴで働き始めたある日、キャンディはテリィがブロードウェーで役者の道を進んでいて、テリィの劇団がシカゴへ公演に来ることを知る。どうしても彼に会いたい気持ちを押さえきれずキャンディは夜勤を抜け出し、たった一回だけの公演を観に行く。なんとか会おうとするが既に彼は人気スターとなっており、大勢のファンに阻まれて近づくこともできなかった。馬車に乗り込む寸前、キャンディの必死の呼び声にテリィは一瞬振り返るが、彼女の姿を見つけることはできなかった。ファンの雑踏に揉まれるキャンディの脳裏に、イライザの言葉がよぎる。「テリィはあんたなんかとっくに忘れているわ。彼は美人女優のスザナと噂になっているのよ」。キャンディはテリィに直接会って確かめようと滞在先のホテルを訪れるが、スザナに嘘を伝えられて会うことができなかった。スザナもテリィに恋していたのだ。実はテリィも先ほどのキャンディの声が気になっており、公演後のパーティーでステアやアーチーからキャンディがこの公演を観に来ていたことを知ると、パーティを抜け出してキャンディの勤める病院で彼女の帰りを夜通し待っていたのだった。結局2人は会えず、キャンディはテリィが門番に託したメモから彼が病院で待っていたこと、そして昼の列車で出発することを知る。テリィの心が変わっていなかったことにキャンディは喜び、駅に向かって走る。プラットホームではテリィが出発ギリギリまで待っていたが、キャンディはとうとう現れず、発車後もデッキに残っていたところ、遠くから懸命に列車に駆け寄るキャンディを見つけた。「キャンディ!」「テリィ!」ほんの一瞬だったが、はっきりと2人はお互いを認める。
ある日、キャンディが勤める病院に、アルバートによく似た男性が搬送されてきた。顔色をなくし、髪の色は違うものの、アルバートにそっくりなこの男性は記憶を失っていた。身元不明のこの患者は病院では歓迎されず、正式な看護婦となったキャンディはこの男性を自分のアパートに引き取って看護する。
キャンディと文通で近況を報告し合っていたテリィは、もう帰さないつもりでキャンディをブロードウェーへ招待する準備を始めた。ある日スザナが偶然キャンディからの手紙を読んでしまう。スザナはテリィに思いを告白し、テリィはキャンディへの気持ちを打ち明けるが、それでもスザナはテリィを諦めることはできなかった。新しい演目の初日が近づいた舞台稽古中、テリィの頭上に落ちてくる照明器具からスザナが身を挺してテリィをかばう。この事故によりスザナは右足切断の重傷を負う。やっとニューヨークでキャンディと再会したテリィだったが、スザナのことが頭をよぎり、時折暗い表情を見せるのだった。事情を知ったキャンディはスザナに会いに行くが、彼女は書置きを残して死ぬつもりでいた。間一髪彼女を助けたキャンディは、彼女の足のことやテリィへの愛の深さを知り、身を引くことを決意した。テリィもスザナを見捨てることができず、最後にキャンディを抱擁して2人は別れた。テリィとの身を引き裂かれるような別れの傷心を抱き、キャンディはシカゴの病院へ戻っていく。
キャンディがニューヨークに行っている間に志願兵となって戦地へ赴いていたステアは戦死してしまう。敵軍のエースパイロットと一騎討ちするものの相手の機が不調だったのを見逃したところを別の敵機に撃ち落とされてしまったのだ。恋人のパティは嘆き悲しむが、キャンディ達に励まされる。アーチーは、アンソニーが死んで悲しすぎるとして、二度と吹かないとステアと約束したバグパイプを吹く。
ニールは、街でチンピラに絡まれているところを助けられて以来キャンディにしつこく付きまとい続けていたが、テリィの名を騙ってキャンディを呼び出すなど、そのやり方はどんどんエスカレートしていった。
一方、「うさん臭い黒服の人物と会っているのを見た」とアルバートの身分を怪しむアパートの大家や住人たちがキャンディと揉めているのを知ったアルバートは、これ以上迷惑はかけられない、と静かにキャンディの前から姿を消してしまう。失意のキャンディの元に、アルバートから小包が届く。キャンディはアドレスを頼りにアルバートの滞在する街を訪れるが、そこにアルバートの姿はなく、その代わりに目にしたのは場末の芝居小屋で演じるテリィであった。かつての輝きは見る影も無く、自暴自棄となりすっかり精彩を欠いたテリィを、キャンディは客席から涙ながらに激励する。舞台上のテリィは客席に悲しげな表情のキャンディを半分幻のように捉え、キャンディもスザナも幸せにできなかった自分を悔い、もう一度役者の道を一からやり直すことを決意する。
ニールはキャンディに惚れて求婚するが、あっさり断られる。キャンディへの思いを更に募らせたニールは、「キャンディと結婚できなければ志願兵に行く」と心にもないことを言い出し、「ウィリアム大おじさま」の命令だとしてキャンディと婚約することになる。ニールとの婚約の取り消しを求めるべく、キャンディが、養父でありながら一度も会ったことのない「ウィリアム大おじさま」への直談判のために会いに行くと、そこにいたのはあのアルバートこと、ウィリアム・アルバート・アードレーだった。記憶を取り戻したアルバートは、一族の束縛を嫌い、身分を隠して放浪の旅を送っていたと語った。アルバートからアンソニーは甥だと聞かされ、キャンディのことを姉ローズマリーに似ているとも言った。婚約式当日、アーチー達に逃亡を勧められるが、キャンディはアードレー家一族の前で婚約の拒否を宣言、更にアルバートがアードレー家総長として初めて公の前に姿を現し、キャンディとニールの婚約はウィリアムの出現により解消された。
キャンディはポニーの家に帰る。それまでの事を思い出しながら思い出のポニーの丘に登ったキャンディ。自然と涙がこみ上げてきた。「おチビちゃん、きみは泣いている顔より笑った顔のほうがかわいいよ」後ろから声がして振り返ると、そこには大人になった丘の上の王子様が立っていた。幼いキャンディが出逢い、心の支えにしてきた「王子さま」は少年時代のアルバートだったのだ。

## 登場人物

### キャンディと彼女を取り巻く人々
キャンディス・ホワイト・アードレー
声 - テレビ版・映画版 松島みのり
本作の主人公。愛称「キャンディ」。アメリカの孤児院「ポニーの家」で育ったお転婆で天真爛漫な少女。ラガン兄妹にいじめられても、過酷な運命に遭っても、いつも前向きで強く折れない芯を持つ。名前の「ホワイト」は、拾われた時とても色白だったことから、孤児院の修道女レイン先生に名づけられた。
ウェイブのかかった赤味を帯びた金髪と緑色の瞳とそばかすがチャームポイント。「太っちょ」「そばかす」「鼻ぺちゃ」とよくからかわれるが、一方で可愛いと言われることも多い。人並み外れた運動神経の持ち主で、得意は木登りと投げ縄。また、腕っぷしも結構強い。12歳の時アードレー一族のラガン家に引き取られるが、後にアードレー本家の正式な養女となる。
6歳の頃ポニーの丘で出会った「丘の上の王子様」が初恋の人。次にその王子様にそっくりのアンソニー・ブラウンと出会い、互いに惹かれ合うが、落馬事故で亡くす。その後留学のためロンドンへ向かう船上で知り合ったテリュース・グランチェスターと相思相愛となったが、スザナのために身を引く。テリュースやアルバートと知り合ったことで、自分の道を切り開くため看護婦（現在でいう看護師）として働く道を選んだが、ニールからの横恋慕によりクビになってしまった。さらに記憶喪失になったウイリアム・アルバート・アードレ－を介護するために同居を開始するもアルバートは失踪、親友ステアの戦死とテリィとの別れなど様々な悲しい経験が重なっていく。その心の傷を癒すため、一人ポニーの丘に帰郷し、そこへバグパイプを吹いて現れた「丘の上の王子様」と意外な形での再会を果たすこととなる。
明るく正義感の強い性格、元気で奔放な振る舞いが魅力となり、男性の登場人物から思いを寄せられたり、年配者や子供から好かれる。
アニーとパティ以外の同年代の女性登場人物からは、原作では孤児という出自や規律より情を重んじる気質が原因となり、煙たがられたり嫌われることが多いが、アニメ版では、原作と比べ同性との関係が向上している。
クリン
声 - SE
キャンディが幼い頃から可愛がっている白いアライグマ。アニメのみ登場。
ウイリアム・アルバート・アードレ－大総長
声 - テレビ版 井上和彦（少年期）→井上真樹夫（青年期）、1992年映画版 堀川亮（少年期）
「アルバート」を名乗りキャンディを影から支えたナイトのような青年。普段は束縛を嫌い、動物達と共に放浪の旅を続ける自由人。アンソニーの死やメキシコに売られそうになった時などの要所でキャンディを支え見守り続けてきた。戦争中に事故で記憶喪失となり、偶然キャンディの勤める病院に運ばれたため、彼女が世話をしつつ、一緒に暮らした時期がある。記憶を取り戻してからはキャンディに黙って行方をくらました。
その正体は、アードレー一族の総長「ウィリアム・アルバート・アードレー」。かつて「ウイリアム大おじさま」と呼ばれ、その若さ故にエルロイ・アードレーに総長の任を委ねて身分を隠さなければならなかったため、まだ幼かったキャンディやアンソニー達には本当の名前を明かせずにいた。後にアンソニーの母が自身の年の離れた姉であることも明らかになる。ニールと結婚させられそうになるキャンディを守って婚約取り消しにするなど、最後までキャンディの善き理解者として貢献する。

ラストシーンにおける描写は原作とアニメで異なる。
アニメ版：物語終盤で再びポニーの丘に帰郷したキャンディのもとに民族衣装でバグパイプを吹いて登場。その際にキャンディが6歳の時ポニーの丘で出会った初恋の人＝「丘の上の王子様」は自分であることを明かす。
原作：普通の服装でポニーの丘に現れ、キャンディと初めて会った時のセリフを言ったことで、キャンディはアルバートが「丘の上の王子様」だと気付く。
プッペ
声 - SE
アルバートが飼っているスカンク。
ジョルジュ
声 - 戸谷公次
ウィリアムに仕える使用人。ウィリアムに忠実で、その正体が明かされないようにキャンディ達への影のフォローに徹底した。
小説の後日談によれば、少年時代は不遇な運命を背負う不良少年の孤児であったという。
アンソニー・ブラウン
声 - テレビ版 井上和彦、1992年映画版 堀川亮
ブラウン氏とアードレー家の娘ローズマリー（アルバートの歳の離れた姉）の長男。母ローズマリーの死後、海外での仕事の多いブラウン氏に妻の実家であるアードレー家に預けられ成長した。「丘の上の王子様」そっくりの金髪で深い青い瞳の持ち主。大叔母にあたるエルロイも、アンソニーを目に入れても痛くないほど可愛がっていたとの描写がある。ローズマリーも我が子をさして「天使を授かった」と実弟アルバートに自慢していたほど。
キャンディがラガン家に引き取られた時に出会い、互いに惹かれ合う。バラの品種改良が趣味で、乗馬を好み、アニメ版のオリジナルエピソードではロデオ大会で優勝した経験がある。
おとなしい性格だが、芯はしっかりしている。キャンディがアードレー家の養女として迎えられた記念に行われたきつね狩りの際に、事故により落馬、急死。アニメでは24話という早い段階で急死するが、その後も回想シーンで度々登場する。
テリュース・G・グランチェスター
声 - 富山敬
愛称「テリィ」。キャンディの実質上の恋人。父はイギリスで一・二を争う名門家族グランチェスター家の出、母はブロードウェーの人気女優。両親いずれからも愛されていないと思って育ち、暗い影を持つ。学院では不良として振舞い、よく学園を抜け出して街をふらついており、街で喧嘩をしていたときにアルバートに助けられ、知り合いになる。出会った当初、キャンディからはその非道ぶりを拒絶されていたが、ニールとその仲間にいじめられていたキャンディを助け、ニール達を追い払ったことから、互いの親交が深まり、お互いに好意をよせる。自分が相手にされないイライザの嫉妬心による策略のせいでキャンディが退学処分になりかけたところを庇い、学院を自主退学。その後自分の生きる道を求めアメリカへ渡り、役者になる。素質を認められつつあった頃、自分をかばったスザナの事故により責任を感じ、キャンディと別れてスザナの元に残る。その後キャンディを忘れられず自暴自棄になったが、たまたまステージに立っていた田舎の劇場で、幻のように現れたキャンディの姿を見て、自らの取るべき道を再発見し、ブロードウェーに戻る。終盤では役者業としての復帰成功を修めたことが新聞で明かされる。
アリステア・コーンウェル・アードレー
声 - テレビ版 肝付兼太、1992年映画版 小野坂昌也
愛称「ステア」。アードレー一族のコーンウェル家の長男。眼鏡をかけているが、外すと美形。発明が大好きで、多くのユニークな作品を作るが、ほとんど失敗作ばかり。そのため、いつも弟のアーチーに呆れられている。空への憧れが強く飛行機を作って乗ることが夢。キャンディに惹かれるが、遠くで見つめているのが一番だと冷静に判断し、後にパティと強い絆で結ばれる。自分の母国が戦争に関わらず粋がっている状況に憤慨して志願兵になり、第一次世界大戦に参加することを決意。テリュースに会うためニューヨークへ向かうキャンディに、オルゴール「キャンディが幸せになり器」をプレゼントし、そのまま誰にも告げずに戦争に赴いた。これが、キャンディとステアが2人きりで親密に話した最初で最後の時だった。後に戦死した友人ドミール・ロアン少尉の敵討ちを胸に出撃するが、騎士道精神を重んじる優しさを逆手に取られて自身が撃墜され、命を落とす。彼の死は恋人パティや弟のアーチーの他、多くの人々を悲しませた。その後、彼の作ったオルゴールは今まで作ったガラクタの中で初めて完全に上手く作られていたことが判明した。
結果的に若死にするが、のん気で物にこだわらない性格を弟アーチーに「兄貴長生きするぜ」と呆れられた（原作）。
小説版の後日談では、戦時中も珍発明に努めて戦友達を呆れさせていたらしい。また、ガンスミスをしていた事が判明した。
アーチーボルト・コーンウェル・アードレー
声 - テレビ版 三ツ矢雄二、1992年映画版 緑川光
愛称「アーチー」。アードレー一族のコーンウェル家の次男。兄のステアととても仲が良く、大変おしゃれでセンスがいい。ステアと同様キャンディに惹かれるが、聖ポール学院でテリィの部屋に間違って入った時にテリィに殴られて以降テリィを嫌い、彼女がテリィと恋仲なのを知ると猛烈な嫉妬心をあらわにした。しかしアニーが自分を思う気持ちを知ったため、アニーの想いを受け入れる。アンソニーやステアと同様ラガン兄妹を嫌っており、アードレー一族の中で、キャンディにとっては常に心強い味方である。
アニー・ブライトン
声 - テレビ版 小山まみ、1992年映画版 冬馬由美
キャンディの幼なじみで同い年。キャンディと1時間違いでポニーの家に拾われた。おとなしくて心優しく、お洒落な可愛い容姿の少女。6歳の時にお金持ちのブライトン家に引き取られた。アーチーに心を寄せる。一時、孤児院出を恥じて頑なになったが、アーチーに諭されて元の素直さを取り戻す。キャンディとパティは無二の親友。
原作では金髪、アニメでは黒髪という設定になっている。
パトリシア・オブライエン
声 - 川島千代子
愛称「パティ」。第32話から登場。キャンディがロンドンの聖ポール学院で最初に友達になったイギリス人の少女。眼鏡をかけている。気弱でおとなしい性格だが、厳しい規則ずくめの寄宿舎生活の中、内緒でカメのヒューリィを飼っていた勇気がある。五月祭のパーティでステアと意気投合し、心から彼を愛するようになる。ステアの死後、悲しさのあまり彼の後を追おうとしたが、キャンディに諭され思いとどまる。アニメ版ではステアの葬儀後、祖母と共に両親の居るフロリダに移りキャンディ達と別れる。キャンディ、アニーとは大の仲良し。

### その他の人物

#### 初期から登場する人物
ポニー先生
声 - 中西妙子（1992年映画版も担当）
孤児院「ポニーの家」の院長先生。大らかで優しい女性。小説版では、「ポニー」は愛称であり、本名が「ポーライナ・ギディングス」であると判明。
レイン先生
声 - 山口奈々（1992年映画版は川島千代子）
ポニーの家でポニーとともに子供たちの面倒を見る修道女。時として優しく、また厳しくお転婆なキャンディを見守っていた。小説版でフルネームが「レイン・ローチ」であると判明。
ジミィ
声 - 千々松幸子
ポニーの家の少年。キャンディを姉のように慕い彼女のことは「親分」と呼ぶ。キャンディがラガン家に行ってからはポニーの家の子供たちを仕切っていた。原作ではカートライトさんの牧場で働いている、という情報だけ記されているが、アニメ版では、キャンディを思うあまりポニーの家を飛び出してラガン家に向かったり、後に近隣の牧場主であるカートライトさんの養子になっている。ステアが戦争に身を投じていた頃、自身も憧れて牧場を継ぐのを辞め志願兵になろうと考えていたが、「そういった甘い考えが死につながるのよ!」とキャンディに厳しく注意される。その後怒り任せに牛を暴れさせカートライトさんも牛の暴走に巻き込まれ、牛も多く死んでしまう。カートライトさんが辛うじて一命を取り留めてからは反省し、牧場でひたすら働いていこうと決意する。トムを兄のように慕う。
トム
声 - 山本圭子（少年期）→山田俊司（青年期）
キャンディの幼馴染。漫画では最初だけの登場でその後出番無しだが、アニメでは頻繁に登場。ポニーの家ではキャンディとよく喧嘩した。後にスティーブさんという牧場主の養子になった。牛乳の配達中、イライザの馬が暴れたことが原因で仕事を荒らされたため、最初はイライザと一緒にいたアンソニーを敵対視していたが、喧嘩がきっかけですぐに和解した。それからしばらく成長してからは長髪になり、牧場を受け継いだ。
ラガン夫人
声 - テレビ版 山口奈々、1992年映画版 小宮和枝
アードレー家親族「ラガン家」の夫人。ポニーの家から、娘イライザの話し相手の名目で同い年だったキャンディを引き取ったが、おいおいはメイドとして使うつもりでいた。容姿も性格も冷たい感じのする貴婦人だが、子供には大甘。終盤、ニールの言葉巧みな陰謀に乗せられ、キャンディとニールを結婚させようとした。
ニール・ラガン
声- テレビ版 小宮山清、1992年映画版 中尾隆聖
アードレー家親族のラガン家の長男。孤児院出身のキャンディを蔑視し、妹のイライザと共にキャンディをいじめていた。キャンディに窃盗の冤罪を着せてメキシコへ売り飛ばそうと企んだことからアンソニーやコーンウェル兄弟からも嫌われ始めることに。キャンディを守るために暴力も省みないテリィが苦手。後に、街で不良にからまれているところをキャンディに助けられたのをきっかけに、歪ながらも彼女に惹かれていく。キャンディに執拗にアタックするも嫌がられ続け、ついには無理矢理婚約しようとしたが、ウィリアム大おじさまの出現により取り消される。妹同様、意地悪で嫉妬深い性格だが、すさまじい性格の妹よりは弱虫な面がある。
アニメでは褐色肌が特徴的。
イライザ・ラガン
声 - テレビ版 中谷ゆみ、1992年映画版 山田栄子
アードレー家親族ラガン家の長女。兄ニールと共に散々キャンディをいじめた。最初はアンソニーに好感を抱いていたが、アンソニー自身からは嫌われていた。基本的に意地悪で嫉妬深く、攻撃的な性格で、アンソニーだけでなく他の男性登場人物からも　ステア曰く「イライザはすさまじい子」とか言われてあまりよく思われていない。聖ポール学院入学後はテリィに夢中になっても、アンソニーの時と同様、相手にされずじまい。その妬みの一心からキャンディを退学させようと目論むが、その暗躍を悟ったテリィの自主退学によって計画は失敗。それからもキャンディに対する嫌がらせを続けるが、多くの人々によってキャンディが救われることから結果的に敗北している。
イライザの容姿には複数の評が存在する。制作当時のガイドブックで美しい娘と設定されているが、原作では他の登場人物から美人だと言われる設定はなく、キャンディも最初「イライザはアニーのような可愛い子」と想像していたが実際あってみると「全然想像と違う」と言っていたので、美しいのかそうでないのか賛否両論である。名木田が手掛けたノベライズ版では、キャンディからは「イライザもニールも可愛くないことはない」と評されている。
ラガン氏
声 - 北川国彦
ラガン家の主で、キャンディの雇い主。妻同様、子供に甘くキャンディにも冷たい視線を贈る。アニメ版ではラガン家における唯一の常識人で、ニールのドロシーへの嫌がらせを追求するなど原作と性格が異なり、キャンディにも悪感情を抱かない。
作中で影が薄いのは漫画・アニメ共に同じである。
ブライトン氏
声 - キートン山田
ブライトン家の当主。キャンディを気に入り養女に引き取ろうとしたが、妻の意向でアニーを養女として引き取った。
ジェーン・ブライトン
声 - 吉田理保子
お転婆なキャンディよりお淑やかなアニーが気に入り養女として引き取った。 当初は遠い親戚の子を引き取ったとし、アニーがポニーの家の出身者である事を隠すようアニーに指示した。 ラガン家にアニーを連れて初訪問した際、キャンディを別部屋に呼び出し、キャンディにもアニーがポニーの家の出身者である事を隠すよう依頼した。
ドロシー
声 - 中野聖子
アニメ版のみに登場するラガン家のメイド（見習い）で、キャンディと友達になる。真面目で優しい性格。キャンディがアードレー家の養女になった時も、キャンディ専属のメイドに任命される。
原作ではアードレー家の養女になった時には、キャンディを快く思っていない冷たい性格のドリスというメイドがキャンディの専属になる。
エルロイ・アードレー
声 - 中西妙子（1992年映画版も担当）
「エルロイ大おばさま」と呼ばれている。アードレー家の実質上の総長。幼くして総長の座に就いたアルバートの後見役となる。多くの人が畏敬の念を持って接する威厳ある老女。アンソニーなど一族の子供たちに対しては優しいが、「大おじさまの気まぐれ」で養女になったキャンディに対しては、冷たく厳しい態度で接する。その原因はニールとイライザがキャンディの悪口を大おばさまに吹き込んだり、泥棒にしたてあげたりしたことが大きいと思われる。原作ではキャンディへの偏見を解いたとの明確な描写は最後まで無かったが、アニメ版では自身が病床に伏した際にキャンディから献身的な看護を受け、和解することとなる。
シスター・グレイ
声 - 山口奈々
キャンディたちが通う聖ポール学園の院長。威厳の塊で融通が利かない。素行の悪いテリィに対してはグランチェスター家からの資金援助のために怒るに怒れない事なかれ主義のままでいた。キャンディとテリィがイライザの罠に填められた際はテリィはグランチェスター公爵の寄付をめあてに謹慎だけで許し、キャンディのみ退学にしようとした。
アニメでは、事件後結果的に学園の危機を救った格好になったキャンディの行方を心配する描写もあるなど、原作とは展開が異なる。
シスター・マーガレット
声 - 川島千代子
聖ポール学園のシスター。シスター・グレイとは良くも悪くも正反対な性格で、生徒たちにやや甘い面がある。
ルイゼ
聖ポール学園のイライザの友達。クラスの女王的存在で、イライザはキャンディより先にアメリカから転校してきたが、その際彼女に取り入ったと思われる。プライドの高いお嬢様で、孤児院出のキャンディを軽蔑し、イライザと共にいじめる。原作でもアニメでも社交界にデビューするが、アニメ版ではその後家が没落し学校を辞める羽目になる。
エレノア・ベーカー
声 - 北浜晴子
テリィの母で、国民的に有名な女優。若い頃にグランチェスター公爵と恋に落ち結婚、テリィをもうけたが、公爵が貴族の身分を捨てられないことから離婚。両者とも愛されずに育ったテリィから憎まれ続けることとなった。接触自体は多くなかったものの、キャンディには「息子が愛する人」として好意的な態度を見せる。
リチャード・グランチェスター
声 - 柴田秀勝
テリィの父で、グランチェスター家の公爵。若い頃にエレノアとの間に生まれたテリィをもうけたが、公爵である爵位を捨てられず別離した。イライザの策略によって退学になりかけたキャンディを守ろうと真剣に意思をぶつけるテリィを切り捨てた。アニメ版ではテリィの自主退学後学院への寄付援助を断ち切ろうとするが、キャンディとの出会いで改心し学院への契約を続行する。

#### キャンディが旅先で出会う人物たち
メリー・ジェーン校長
声 - 麻生美代子
キャンディがポニーの家を出て初めて知り合った老女。当初はその不調な動きや性格でキャンディから病人と思われていたが、看護学校の面接で彼女がメリー・ジェーン校長であることを知る。原作では、面接からすんなりと看護生になっているが、アニメでは出会った当初何も知らないキャンディが空腹時や暇な時など彼女に対して積極的に接したことから看護婦試験を合格させた。そそっかしいキャンディのことを「おっちょこちょい」と呼んで罵るが、それが愛嬌。ポニー先生とは旧知の仲。
フラニー・ハミルトン
声 - 山口奈々
キャンディがメリー・ジェーン看護学校で知り合った優秀な看護生。おしゃべりとおせっかいが大嫌いなため、キャンディとは反りが合わない。職務に対して非常に真剣であり、どんな理由があろうと私事を仕事より優先させることはないと思われ、夜勤をさぼったキャンディを厳しく非難したが、最後は、キャンディのことを苦手と思いつつも、立派な看護婦の素質はあると結果的には認める。過去、酒癖の悪い父親からの暴力やその他兄弟や母親との確執があり、家庭的には恵まれていないため、「自分の力」しか頼ろうとせず他人の力を極端に嫌っている。後に従軍看護婦として戦場に就く事となり、異常に多忙な日々を過ごす。
原作では、家族についてはフラニー本人の口から語られるだけだが、アニメ版ではキャンディが直接接触を図っている。また、原作ではキャンディのことをキャンディスさんと呼ぶが、アニメ版では途中から呼び捨てになっている。小説版の後日談では無事に帰還、表彰されている。
ジュディ / ナタリー / エリナ
メリー・ジェーン看護学校での三人の看護生。優等生のフラニーを頼っており、最初はフラニーと反りが合わないキャンディをフラニーと共に非難する。原作では最後まで非難し冷たい視線を向けたままだったが、アニメ版ではキャンディをテリィに会わせない為にイライザが病院に乗り込みナタリーに賄賂を渡して夜勤を代わるのを阻止しようとすると逆にナタリーがイライザに憤慨して、キャンディの夜勤を代わる他、テリィの偽者をイライザがテリィと思い込み病院で看護する際、ナタリーだけでなく、ジュディやエリナにも八つ当たりをし、彼女らもイライザに反発して次第にキャンディに好意的になるといった具合に変更されている。
スザナ・マーロウ
声 - 菊池紘子
ブロードウェーの新進である「ストラスフォード劇団」の人気女優。大変美しく、気品がある。入団受験にきたテリィに一目ぼれし、ついには告白するがキャンディと相思相愛だったテリィに拒絶される。舞台稽古中の事故でテリィをかばって照明の下敷きになり、片足切断という再起不能の大怪我を負う。キャンディとテリィの仲を知ってもテリィを諦めきれず、自分が生きていては、キャンディを愛するテリィを苦しめるだけと考え、投身自殺しようとしたところをキャンディに諭され思いとどまる。その結果、キャンディとテリィを離れ離れにさせてしまった。
ロバート・ハサウェイ
テリィとスザナが所属するストラスフォード劇団の団長。テリィの役者として、また人生としての師匠でもある。
カレン・クライス
声 - 川島千代子
大怪我をしたスザナの代役でジュリエットを演じる。原作ではそれだけの登場だが、アニメ版では、聖ヨアンナ病院のクライス院長（アニメ版のみ登場）の親戚という設定で、キャンディと看護婦と患者の関係になり、スザナへの愚痴をキャンディにこぼしたり、ニールがキャンディのチケットを破くという妨害で劇場に入れなかったキャンディを助けたりもしている。感情起伏の激しい面を持つ。
カーソンさん
アメリカへ渡る途中でキャンディが出会った中年男性。妻に医療ミスで先立たれたことから医者の他、多くの人間を嫌っていた。最初はキャンディをよく思っていなかったが、熱を出した愛娘を救われてからは和解した。旅立つ際に旧知の仲であるニーブンさんの船に乗ることを勧めた。
ニーブン船長
キャンディがアメリカへ渡る際に密航した船の船長。原作ではアンソニーの父親のような優しい紳士風だがアニメ版では厳格な性格に描かれていた。
クッキー
キャンディが密航した際に知り合った少年。船乗り志願。
ウィリアム・マクレガー
キャンディが最初に働いた「ヨゼフ病院」の患者。ミーナというセントバーナード犬だけを愛する天涯孤独の老人。キャンディは最初、名前の「ウィリアム」としか聞いていなかったため、“アードレー一族のウィリアム大おじ様”だと思い込んでいた。偏屈屋で我侭であったが、キャンディの介護によって次第に本来持っていた穏やかな心を開いていく。しかしその頃には余命は既に短くなり、キャンディと病院前の公園を散歩する中、キャンディと打ち解けて間もなく静かに息を引き取る。愛犬のミーナは後にポニーの家で引き取られる。
ボブソン先生
アニメ版のみ登場。キャンディが働くシカゴの医療施設の先生。頑固者だが、職務に対する責任感は強く、根は穏やか。
チャーリー
アニメ版のみ登場。テリィの旧友。地元で悪さばかり繰り返しており、精神的に荒んだ一面も見せる。未成年者の施設に連行されることを恐れて電車から飛び降り負傷する。キャンディの病院に運ばれた時、「テリィ」の名を語ってその場をごまかした。過去の悪事を清算するために軍人になろうと考えていることをキャンディに明かす。正体を見抜いたイライザの策略によって一時は逮捕されかけたが、ボブソン先生によって救われる。後に別の医療施設へ移される。
マイケル
アニメ版のみ登場。フランス人の軍医。休暇を利用してニールとイライザが主催するパーティに参加した。ラガン兄弟の意地悪に負けずに健気なキャンディの努力を認めた。彼の職務への熱意がステアが志願兵になる決意を強める事となる。
レナード副院長
聖ヨアンナ病院の副院長。時に厳しく時に優しい信頼の厚い人物だが、ラガン婦人に頭が上がらず婦人の命令でキャンディのクビを防げなかった。原作では、特に優しく信頼の厚い人物ではない。
マーチン先生
失業したキャンディを雇った「ハッピー診療所」の医師。記憶喪失になったアルバートを治すことに協力したキャンディの恩人でもある。酒豪。知恵の輪が趣味。
デイジー・ディルマン
アメリカの資産家の娘で、ラガン家のパーティでニールに一目ぼれして、イライザもキャンディを苦しめる同志が欲しいがためにデイジーを応援する。だが、その頃ニールはキャンディに夢中になっていたので、結局はニールに相手にされなかった。
ハーディ・シュニッツェル
ドイツ軍の優秀な兵士。空中戦で機体の不良で危機に陥り死を悟ったが、騎士道精神を重んじるステアによって救われる。ステアに感謝し、空の上で「また会おう」と別れた直後、友軍がステアを後から撃墜したところを見て衝撃を受ける。ちなみにドミィを撃った張本人であることが、ドミィとステアの最後の会話やステアと上官との会話から窺われる。
ドミール・ロアン
志願兵になったステアの戦友で愛称「ドミィ」。ステアと同じく志願兵で階級は少尉。マルヌ会戦で家族を失っており、残った恋人を守るために戦争に参加した。後に戦場から帰還したが、致命傷を負って満身創痍の身で飛行機を降りた際にステアに「好きな人を悲しませるな」と言い遺して息絶えた。

## 書誌情報

### 漫画
すべて絶版である
- 水木杏子（原作） / いがらしゆみこ（作画） 『キャンディ♡キャンディ』 講談社〈講談社コミックスなかよし〉、全9巻
  1. 1975年10月2日発売[21]、ISBN 4-06-108222-1
  2. 1976年3月8日発売[22]、ISBN 4-06-108232-9
  3. 1976年8月3日発売[23]、ISBN 4-06-108245-0
  4. 1976年12月2日発売[24]、ISBN 4-06-108257-4
  5. 1977年3月18日発売[25]、ISBN 4-06-108268-X
  6. 1977年9月5日発売[26]、ISBN 4-06-108280-9
  7. 1978年4月21日発売[27]、ISBN 4-06-108301-5
  8. 1978年11月22日発売[28]、ISBN 4-06-108315-5
  9. 1979年3月19日発売[29]、ISBN 4-06-108325-2
- 水木杏子（原作） / いがらしゆみこ（作画） 『愛蔵版 キャンディ♡キャンディ』 講談社〈KCデラックス〉、全2巻
  1. 1988年12月2日発売[30]、ISBN 4-06-103790-0
  2. 1988年12月2日発売[31]、ISBN 4-06-103791-9
- 水木杏子（原作） / いがらしゆみこ（作画） 『愛蔵版 キャンディ♡キャンディ』 中央公論社、全2巻
  1. 1991年8月20日発売、ISBN 4-12-002029-0
  2. 1991年9月20日発売、ISBN 4-12-002030-4
- 水木杏子（原作） / いがらしゆみこ（作画） 『特装版 キャンディ♡キャンディ』 講談社〈なかよしKC〉、全5巻
  1. 1992年5月25日発売[32]、ISBN 4-06-322701-4
  2. 1992年5月25日発売[33]、ISBN 4-06-322702-2
  3. 1992年5月25日発売[34]、ISBN 4-06-322703-0
  4. 1992年5月25日発売[35]、ISBN 4-06-322704-9
  5. 1992年5月25日発売[36]、ISBN 4-06-322705-7
- 水木杏子（原作） / いがらしゆみこ（作画） 『キャンディ♡キャンディ』 中央公論社〈中公文庫コミック版〉、全6巻
  1. 1995年5月1日発売、ISBN 4-12-202328-9
  2. 1995年5月1日発売、ISBN 4-12-202329-7
  3. 1995年5月1日発売、ISBN 4-12-202330-0
  4. 1995年6月1日発売、ISBN 4-12-202352-1
  5. 1995年6月1日発売、ISBN 4-12-202353-X
  6. 1995年6月1日発売、ISBN 4-12-202354-8

### 小説
1978 - 1979年に発売され、1990年に新書版として再版された。水木著で全3巻。1〜2巻は原作漫画に沿った展開で、キャンディが聖ポール学院を退学してテリィを追う時点で終了。3巻では一変して原作、アニメの後日談の物語。キャンディやテリィなどのレギュラーの他、キャンディが旅先で出会った人物たちの後日談や裏話などが明かされる、
著作権トラブルによって漫画版が絶版になった後、復刊ドットコムに300以上の復刊投票が寄せられて、2003年にいがらしゆみこの挿絵を除いた形で復刊された。
2010年には『小説キャンディ・キャンディ FINALSTORY』が祥伝社より刊行されている。
書誌情報
- 水木杏子（著） / いがらしゆみこ（絵） 『小説キャンディ・キャンディ』 講談社〈少年少女講談社文庫〉、全3巻
  1. 1978年5月発行
  2. 1978年11月発行
  3. 1979年4月発行
- 名木田恵子（著） / いがらしゆみこ（絵） 『小説キャンディ・キャンディ』 講談社、全3巻
  1. 1990年2月13日発売[38]、ISBN 4-06-204831-0
  2. 1990年3月16日発売[39]、ISBN 4-06-204832-9
  3. 1990年4月12日発売[40]、ISBN 4-06-204833-7
- 名木田恵子（著） 『小説キャンディ・キャンディ』 ブッキング、2003年9月発行、ISBN 4-8354-4063-3
  - 「fukkan.com版」2004年8月発行、ISBN 4-8354-7191-1
- 名木田恵子（著） 『小説キャンディ・キャンディ FINALSTORY』 祥伝社、全2巻
  1. 「上」2010年10月28日発売[41]、ISBN 978-4-396-46030-3
  2. 「下」2010年10月28日発売[42]、ISBN 978-4-396-46031-0

### イラスト集
- 『なかよしデラックスアルバム キャンディ♡キャンディ イラスト集』講談社、1977年1月1日第1刷発行
- 『なかよしデラックスアルバム キャンディ♡キャンディ イラスト集 PART2』講談社、1977年12月30日第1刷発行
- 『キャンディ♡キャンディ カラーイラスト集』（なかよし8月号付録、1977年発行）

### 絵本
名木田恵子（著） / いがらしゆみこ（絵）
- 『キャンディと白い子馬』ポプラ社、1992年4月1日発行、ISBN 4-591-04151-4
- 『キャンディと花のぼうし』ポプラ社、1992年5月1日発行、ISBN 4-591-04152-2
- 『キャンディと枯葉色のやかた』ポプラ社、1992年10月1日発行、ISBN 4-591-04153-0

## テレビアニメ
原作開始の1年半後にテレビアニメ版が放映開始、原作と同時進行しながら1976年10月1日から1979年2月2日まで放送。放送時間帯は、毎週金曜日19時から19時30分（全115話）。最終話は、原作の最終回が掲載された「なかよし」の発売日の前日に放送された。これは物語のラストで語られる「ある秘密」を出来るだけ同時に明かすようにするための意図的な試みであった。
アニメ化に際しては基本的に原作に沿い忠実なストーリー展開になっている。ただし月1回連載の漫画と毎週放映するテレビアニメとでは1話の枠に入れるストーリーの量に差異が生じるため、多少ダイジェスト気味になっている回もある。最終回近くではストーリーが原作漫画に追い付いたが、102話から109話にアニメオリジナルエピソードを挿入するなど関係各位の調整により、上記の通り同時期に完結した。
初回の視聴率は9.5%、以後1クールまでは13%前後で、期待された15%を下回る数字で決して芳しい視聴率ではなかったが、本放送中に帯番組形式で再放送を実施するなどの施策も用い、2クール目あたりから高視聴率を得るようになった。
原作者たちのアニメ版に対する評価は第1話の圧縮展開に対して性急だとクレームが付いている（アニメサイドが説得して了承してもらった）水木は「作画が可愛くないのが不満」や原作にはない「クリン」というキャラクターを登場させたことに怒っていたらしく（本放送当時は）見なかったという（なお後に「今はあの泥臭さが懐かしい」とインタビューで答えている）。いがらしはアニメ版が縁となってアンソニーを演じた声優の井上和彦と結婚（のちに離婚）、番組終了時に原作に沿った形でのリメイクを希望する発言をしているが、後年に発生した水木との著作権をめぐる裁判闘争の影響により、完全な形でのリメイクは未だに実現していない。
スポンサーには玩具メーカーのポピー（現：バンダイ）がつき、数々の関連キャラクター商品を発売してこれも爆発的な売れ行きを示す大ヒットとなった。それまで『仮面ライダー』、『マジンガーZ』など男児向けキャラクター商品に強みを持っていたポピーが本作によって女子向け玩具開発のノウハウを掌握して、後番組の『花の子ルンルン』以降もスポンサーとなり、女児向け玩具がポピーの屋台骨となっていった。1977年10月から1979年2月までに約2000種の商品が開発され、小売販売額は推計で1000億円を突破した。
前述の海外輸出やマーチャンダイジングなどで、1970年代の東映動画に莫大な収益をもたらして他作品の赤字を穴埋めするドル箱作品となった。東映アニメーションの社史では『マジンガーZ』とともに本作を自社の金字塔となったテレビアニメとしている。
本作の成功によりテレビ朝日と東映動画は後番組でも『花の子ルンルン』以降でこの枠で少女アニメ路線を採用し、他社でもポスト『キャンディ・キャンディ』を狙って同趣向の少女向けアニメが登場した。原作の発行元である講談社も『キャンディ・キャンディ』の成功例に倣って、原作つき少女マンガを推進したが、なかなか本作のような成功は得られなかった。

### スタッフ
- 企画：春日東（旭通信社）、山口康男、茂野一清（東映動画）
- 製作担当：岸本松司
- 音楽：渡辺岳夫
- キャラクター設計・監修：進藤満尾
- 作画監督：森下圭介、富沢和雄、青嶋克己、上村栄司、進藤満尾、芦田豊雄、鹿島恒保、礼木幾夫 他
- 原画：金田伊功、奥山玲子[53] 他
- 美術設定：浦田又治
- 美術：浦田又治、下川忠海、伊藤英治、泰秀信、土田勇 他
- チーフディレクター：今沢哲男、設楽博
- 演出：設楽博、葛西治、山本寛巳、山口秀憲、芹川有吾、今沢哲男、笠井由勝、遠藤勇二、山吉康夫、本庄克彦 他
- NET→テレビ朝日プロデューサー：宮崎慎一、落合兼武、碓氷夕焼
- 特殊効果：平尾千秋、中島正之 他
- 撮影：藤橋秀行、佐野貞史、菅谷信行 他
- 編集：神原直美、田中修、祖田富美夫
- 録音：波多野勲→蔵本貞司
- 効果：伊藤道広
- 選曲：宮下滋
- 現像：東映化学
- 製作：NET→テレビ朝日、旭通信社、東映

### 音楽関連

#### 主題歌
オープニングテーマ - 「キャンディ キャンディ」
作詞 - 名木田恵子 / 作曲 - 渡辺岳夫 / 編曲 - 松山祐士 / 歌 - 堀江美都子、ザ・チャープス
名木田恵子は原作者の水木杏子の別名。1977年には本作の音楽レコードリリースを一手に引き受けた日本コロムビアのゴールデン・ヒット賞を受賞した。作曲者の渡辺岳夫は、この曲で1977年のゴールデンディスク作曲賞文芸部門を受賞している。
「キャンディ・キャンディ」という中黒の入った曲名表記も存在する。
エンディングテーマ - 「あしたがすき」
作詞 - 名木田恵子 / 作曲 - 渡辺岳夫 / 編曲 - 松山祐士 / 歌 - 堀江美都子、ザ・チャープス

##### 主題歌トピックス
- 主題歌シングルは、当時のオリコンは、アニメソングや童謡は物品税非課税の扱いだったため一般のシングルチャートの対象外としていた。ただし、オリコンの「TVマンガ・童謡部門」のチャートでは1977年[54]と1978年[55]の2年連続で年間1位を記録している。当時、実数で120万枚を売り上げた[58]。
- 主題歌に関しては、後年に発生した原作者の水木杏子との著作権裁判（後述）の影響を受けておらず、現在もコンサートで歌唱したり、CDを発売することが可能である。
- 前述のとおり原作・アニメが海外で人気を博していた事もあり、この主題歌も同様に海外で人気を得た。中国ではカラオケで良く歌われる人気曲とのことである[要出典]。韓国においては、2004年に生命保険会社のコマーシャルソングとして使用されたが、名木田（水木）はこれをCMへの使用を許可する唯一の例外とした[59][60]。
- 2025年1月7日より日本マクドナルドのテレビCMにオープニングテーマ「キャンディ・キャンディ」が使用されている[61]。

#### 劇伴
渡辺岳夫による劇伴曲は、日本コロムビア「Columbia Sound Treasure Series」の一つとして2015年9月に『キャンディ キャンディ SONG & BGM COLLECTION』のタイトルでリリースされている（品番COCX-39246-8）。この盤は3枚組のCDに主題歌や挿入歌なども含めて収録されており、現在はこれを手に入れればキャンディ関連の楽曲を概ね一通り聴くことができる。

### 放映リスト
（）
| 話  | サブタイトル                 | 脚本     | 演出     | 放送日         |
| --- | ---------------------------- | -------- | -------- | -------------- |
| 1   | 投げなわ上手のすてきな子     | 雪室俊一 | 設楽博   | 1976年 10月1日 |
| 2   | 飛び出せ!ふたりで冒険        | 雪室俊一 | 葛西治   | 10月8日        |
| 3   | さようならをはこぶ馬車       | 雪室俊一 | 山本寛巳 | 10月15日       |
| 4   | 笑顔の方がかわいいよ!        | 雪室俊一 | 山口秀憲 | 10月22日       |
| 5   | 今日からお嬢さま?            | 雪室俊一 | 芹川有吾 | 10月29日       |
| 6   | バラの門で逢った人           | 城山昇   | 笠井由勝 | 11月5日        |
| 7   | お上品に見えるかしら?        | 城山昇   | 葛西治   | 11月12日       |
| 8   | しあわせを呼ぶ招待状         | 城山昇   | 山本寛巳 | 11月19日       |
| 9   | あの人と逢えた舞踏会         | 城山昇   |          | 11月26日       |
| 10  | 馬小屋のお嬢さま             | 雪室俊一 |          | 12月3日        |
| 11  | 心をつなぐ小さなリボン       | 雪室俊一 |          | 12月10日       |
| 12  | バラの薫る誕生日             | 雪室俊一 | 笠井由勝 | 12月17日       |
| 13  | ひとりぼっちが三人           | 雪室俊一 |          | 12月24日       |
| 14  | 春風いっぱい大きな木         | 雪室俊一 |          | 1977年 1月7日  |
| 15  | しあわせを奪う決定           | 城山昇   |          | 1月14日        |
| 16  | 知らない国への旅立ち         | 城山昇   |          | 1月21日        |
| 17  | はるかな渇いた荒野で         | 城山昇   |          | 1月28日        |
| 18  | 運命をみちびく十字架         | 城山昇   |          | 2月4日         |
| 19  | 苦しみの旅の果てに           | 城山昇   |          | 2月11日        |
| 20  | 夢のようにしあわせな私       | 雪室俊一 |          | 2月18日        |
| 21  | 友情を伝える鳩               | 雪室俊一 |          | 2月25日        |
| 22  | 負けないでアンソニー!        | 雪室俊一 |          | 3月4日         |
| 23  | はじめてのデイト             | 雪室俊一 |          | 3月11日        |
| 24  | 私のアンソニー               | 雪室俊一 |          | 3月18日        |
| 25  | 哀しみを越えて明日へ         | 雪室俊一 |          | 3月25日        |
| 26  | お父さんの木は知っている     | 城山昇   |          | 4月8日         |
| 27  | 天使のプレゼント             | 城山昇   |          | 4月15日        |
| 28  | 深すぎる心の傷あと           | 城山昇   |          | 4月29日        |
| 29  | 希望への船出                 | 城山昇   |          | 5月6日         |
| 30  | 愛は荒波を越えて             | 城山昇   | 山口秀憲 | 5月13日        |
| 31  | 古い都の新しい日             | 雪室俊一 | 笠井由勝 | 5月20日        |
| 32  | 牢獄の中のポニーの丘         | 雪室俊一 | 葛西治   | 5月27日        |
| 33  | しわのある新入生             | 雪室俊一 |          | 6月3日         |
| 34  | 裏がえしの封筒               | 雪室俊一 |          | 6月10日        |
| 35  | すてきな日曜日               | 雪室俊一 |          | 6月17日        |
| 36  | よみがえった微笑み           | 城山昇   | 遠藤勇二 | 6月24日        |
| 37  | ふしぎなめぐり逢い           | 城山昇   | 笠井由勝 | 7月1日         |
| 38  | テリュースの秘密             | 城山昇   | 葛西治   | 7月8日         |
| 39  | 怒りをかった宝物             | 城山昇   | 山吉康夫 | 7月15日        |
| 40  | 反省室は出入り自由           | 城山昇   | 山本寛巳 | 7月22日        |
| 41  | 学園祭の妖精                 | 城山昇   | 設楽博   | 7月29日        |
| 42  | 真夜中のピクニック           | 雪室俊一 | 笠井由勝 | 8月12日        |
| 43  | 湖畔のサマースクール         | 雪室俊一 | 葛西治   | 8月19日        |
| 44  | 母と子の絆                   | 雪室俊一 | 遠藤勇二 | 8月26日        |
| 45  | 二人でホワイトパーティー     | 雪室俊一 | 山口秀憲 | 9月2日         |
| 46  | 夏のおわりのときめき         | 雪室俊一 | 笠井由勝 | 9月9日         |
| 47  | イライザの黒い罠             | 雪室俊一 | 設楽博   | 9月16日        |
| 48  | 冷たく厚い壁の中で           | 城山昇   |          | 9月23日        |
| 49  | テリュースの決意             | 城山昇   |          | 9月30日        |
| 50  | 朝もやの中の旅立ち           | 城山昇   |          | 10月7日        |
| 51  | 港への遠い道                 | 城山昇   |          | 10月14日       |
| 52  | 馬小屋で見る星               | 城山昇   |          | 10月21日       |
| 53  | マウント・ロドニの夜明け     | 城山昇   |          | 10月28日       |
| 54  | 夜霧のサザンプトン港         | 雪室俊一 |          | 11月4日        |
| 55  | ふたりの密航者               | 雪室俊一 |          | 11月11日       |
| 56  | 嵐の海の彼方に               | 雪室俊一 |          | 11月18日       |
| 57  | 港の見える窓                 | 雪室俊一 |          | 11月25日       |
| 58  | 銀世界の故郷                 | 雪室俊一 |          | 12月2日        |
| 59  | おてんば一日先生             | 雪室俊一 |          | 12月9日        |
| 60  | 心に響くたくましい足音       | 城山昇   |          | 12月16日       |
| 61  | うぶ声は銀嶺にこだまして     | 城山昇   |          | 12月23日       |
| 62  | 新しい道への汽笛             | 城山昇   |          | 12月30日       |
| 63  | 町で会ったお婆ちゃん         | 城山昇   | 山本寛巳 | 1978年 1月6日  |
| 64  | 白衣の天使はオッチョコチョイ | 城山昇   | 葛西治   | 1月13日        |
| 65  | 笑顔で看護                   | 城山昇   | 山口秀憲 | 1月20日        |
| 66  | 夢の大おじさま               | 雪室俊一 | 遠藤勇二 | 1月27日        |
| 67  | その人はどこに               | 雪室俊一 | 笠井由勝 | 2月3日         |
| 68  | 春に散る花                   | 雪室俊一 | 葛西治   | 2月10日        |
| 69  | 想い出の白いバラ             | 雪室俊一 | 山本寛巳 | 2月17日        |
| 70  | かわいい花嫁さん             | 雪室俊一 | 山口秀憲 | 2月24日        |
| 71  | 丘の上のマドロスさん         | 雪室俊一 | 遠藤勇二 | 3月3日         |
| 72  | 特別室の少女                 | 城山昇   | 笠井由勝 | 3月10日        |
| 73  | テリュースのうわさ           | 城山昇   | 設楽博   | 3月17日        |
| 74  | 大都会の病院へ               | 城山昇   | 葛西治   | 3月24日        |
| 75  | 大おじさまの館               | 城山昇   | 山本寛巳 | 3月31日        |
| 76  | 思い出を呼ぶ小さな家         | 城山昇   | 葛西治   | 4月7日         |
| 77  | 危険なガーデンパーティ       | 城山昇   | 遠藤勇二 | 4月14日        |
| 78  | テリュースのメロディ         | 雪室俊一 | 山口秀憲 | 4月28日        |
| 79  | スポットライトの陰で         | 雪室俊一 | 笠井由勝 | 5月5日         |
| 80  | つかのまの再会               | 雪室俊一 | 遠藤勇二 | 5月12日        |
| 81  | 顔のないテリュース           | 雪室俊一 | 葛西治   | 5月19日        |
| 82  | 心に咲く花                   | 雪室俊一 | 山口秀憲 | 5月26日        |
| 83  | トランプをする幽霊           | 雪室俊一 | 山本寛巳 | 6月2日         |
| 84  | 白衣に忍びよる戦争の影       | 城山昇   | 遠藤勇二 | 6月16日        |
| 85  | 愛と憎しみの家族             | 城山昇   | 笠井由勝 | 6月30日        |
| 86  | 過去を忘れた人               | 城山昇   | 山本寛巳 | 7月7日         |
| 87  | ふたりの試練                 | 城山昇   | 遠藤勇二 | 7月14日        |
| 88  | 大空にはばたく日             | 城山昇   | 笠井由勝 | 7月28日        |
| 89  | 消えたアルバートさん         | 城山昇   | 笠井由勝 | 7月28日        |
| 90  | 町はずれの小さな城           | 雪室俊一 | 遠藤勇二 | 8月11日        |
| 91  | 遠くて近い人                 | 雪室俊一 | 山口秀憲 | 8月18日        |
| 92  | 愛のショック療法             | 雪室俊一 | 山本寛巳 | 8月25日        |
| 93  | しわのあるキューピット       | 雪室俊一 | 笠井由勝 | 9月1日         |
| 94  | 旅の道づれ                   | 雪室俊一 | 本庄克彦 | 9月8日         |
| 95  | 美しいライバル               | 雪室俊一 | 設楽博   | 9月15日        |
| 96  | 片道キップの招待状           | 城山昇   | 山本寛巳 | 9月22日        |
| 97  | 夢にまでみた再会             | 城山昇   | 笠井由勝 | 9月29日        |
| 98  | 胸さわぐ開幕のベル           | 城山昇   | 笠井由勝 | 10月6日        |
| 99  | 雪の日の別れ                 | 城山昇   | 山口秀憲 | 10月13日       |
| 100 | 悲しみのプラットホーム       | 城山昇   | 設楽博   | 10月20日       |
| 101 | かすかな記憶の糸             | 城山昇   | 山本寛巳 | 10月27日       |
| 102 | ポニーの丘の十字架           | 雪室俊一 | 笠井由勝 | 11月3日        |
| 103 | 命がけの遠い旅               | 雪室俊一 | 本庄克彦 | 11月10日       |
| 104 | 天使のいらない診療所         | 雪室俊一 | 山口秀憲 | 11月17日       |
| 105 | やさしい逃亡者               | 雪室俊一 | 笠井由勝 | 11月24日       |
| 106 | もうひとりの殺人犯           | 雪室俊一 | 設楽博   | 12月1日        |
| 107 | 特別メニューは百人前         | 雪室俊一 | 山本寛巳 | 12月8日        |
| 108 | 谷間にとどろく歓声           | 雪室俊一 | 笠井由勝 | 12月15日       |
| 109 | 小さなカウボーイの涙         | 城山昇   | 山口秀憲 | 12月22日       |
| 110 | 迷惑な恋                     | 城山昇   | 笠井由勝 | 12月29日       |
| 111 | よみがえった遠い日日         | 城山昇   | 山本寛巳 | 1979年 1月5日  |
| 112 | それぞれの愛の行方           | 城山昇   | 本庄克彦 | 1月12日        |
| 113 | 去りゆく人                   | 城山昇   | 笠井由勝 | 1月19日        |
| 114 | 大おじさまに会える日         | 城山昇   | 山本寛巳 | 1月26日        |
| 115 | ポニーの丘は花ざかり         | 城山昇   | 笠井由勝 | 2月2日         |

### 放送局
放送時間の出典は個別に提示されているものを除き、右記のものを使用する。
- NETテレビ→テレビ朝日（制作局）：金曜 19:00 - 19:30
- 北海道テレビ：金曜 19:00 - 19:30
- テレビ岩手：土曜 17:30 - 18:00[64]
- 秋田放送：金曜 17:00 - 17:30
- 山形放送：火曜 17:30 - 18:00[65]
- 東日本放送：金曜 19:00 - 19:30[66]
- 福島中央テレビ：金曜 19:00 - 19:30[66]
- 新潟総合テレビ：金曜 19:00 - 19:30[67]
- テレビ山梨；火曜 17:20 - 17:50[68]
- 長野放送：月曜 18:00 - 18:30（1978年9月まで）　→ 月曜 17:30 - 18:00（1978年10月から）[69]
- 静岡放送：火曜 17:30 - 18:00[68]（1978年9月まで）
  - 静岡けんみんテレビ（現：静岡朝日テレビ）：木曜 18:00 - 18:30（1978年10月から）
- 北日本放送：水曜 17:00 - 17:30（1980年6月11日まで、後番組は『魔法少女ララベル』）[70][71]
- 北陸放送：水曜 17:30 - 18:00（1976年10月20日の放送開始時点[72]）→水曜 17:00 - 17:30（1978年時点）[73]
- 福井放送：木曜 17:15 - 17:45[74]
- 名古屋テレビ：金曜 19:00 - 19:30
- 朝日放送：金曜 19:00 - 19:30
- 山陰放送：金曜 17:00 - 17:30
- 岡山放送：月曜18:00-18:30→火曜 17:00 - 17:30
- 広島ホームテレビ：金曜 19:00 - 19:30
- 山口放送：月曜 17:15 - 17:45
- 四国放送：火曜 17:30 - 18:00
- 瀬戸内海放送：金曜 19:00 - 19:30
- テレビ愛媛：水曜 17:25 - 17:55
- テレビ高知：木曜 16:55 - 17:25
- 九州朝日放送：金曜 19:00 - 19:30
- 長崎放送：月曜 17:20 - 17:50
- 熊本放送 ：月曜 17:30 - 18:00
- テレビ大分：金曜 19:00 - 19:30
- 宮崎放送：火曜 17:30 - 18:00
- 鹿児島テレビ：金曜 19:00 - 19:30→金曜 17:50 - 18:20（1977年9月時点）[75]
- 沖縄テレビ：水曜 17:30 - 18:00

その後、後述の著作権問題が起こるまで、全国各地の系列局・系列外局でも再放送が行われた。
本放送終了後も関連グッズの販売がしばらく継続されていたためか、サンテレビ・KBS京都の様に、本放送当時のメインスポンサーだったポピー（現：バンダイ）が再度スポンサーに付いて、KBSを発局とする形で2局同時ネットで再放送したという例もあった。
| NET→テレビ朝日系列 金曜日19:00枠（1976年10月 - 1979年2月） | NET→テレビ朝日系列 金曜日19:00枠（1976年10月 - 1979年2月） | NET→テレビ朝日系列 金曜日19:00枠（1976年10月 - 1979年2月） |
| 前番組                                                     | 番組名                                                     | 次番組                                                     |
| ---------------------------------------------------------- | ---------------------------------------------------------- | ---------------------------------------------------------- |
| マシンハヤブサ                                             | キャンディ・キャンディ                                     | 花の子ルンルン                                             |

## アニメ劇場版
いずれも20分前後の短編作品。1970年代の作品は東映まんがまつりの1本として上映。14年ぶりのリメイクとなった1992年の作品は「夢のファンタジーワールド」と題して、『きんぎょ注意報!』、ディズニーの『シンデレラ』・『ミッキーのたつまき騒動』とともに上映された。
キャンディ・キャンディ
1977年7月公開。
TVシリーズ第29話のブローアップ版。
上映時間20分
- 脚本：城山昇 / 演出：遠藤勇二

キャンディ・キャンディ 春の呼び声
1978年3月公開。看護婦になることを決心したキャンディがポニーの家に帰郷、アンソニーやテリィとの思い出を語る物語。
上映時間25分
- 脚本：城山昇 / 作画監督：進藤満尾 / 演出：笠井由勝

キャンディ・キャンディ キャンディ・キャンディの夏休み
1978年7月公開。夏休みに山に訪れたキャンディたちの物語。
上映時間15分
- 脚本：笠間由紀夫 / 作画監督：進藤満尾 / 演出：笠井由勝

キャンディ・キャンディ
1992年4月公開。本編序盤（アードレー家のダンスパーティまで）を簡潔にまとめたもの。多くのキャラクターは若手声優に変更。堀川亮、小野坂昌也、緑川光、冬馬由美など当時の青二プロの新人たちが出演した。また、新アレンジ・新録音による主題歌「キャンディ キャンディ'92」が使用された。
上映時間26分
- 脚本：雪室俊一 / 作画監督：山口泰弘 / 監督：今沢哲男
- 主題歌・挿入歌（#関連商品も参照）
  - オープニングテーマ：「キャンディ キャンディ'92」
  - エンディングテーマ：「あしたがすき」
  - 挿入歌：「幸せのとびら」「夢ならさめないで」

共通スタッフ
- 原作：水木杏子、いがらしゆみこ
- 企画・プロデューサー：山口康男（東映動画）※フィルム上はノン・クレジット
- 音楽：渡辺岳夫
- アニメーション製作：東映動画
- 制作著作：東映

## 舞台
1977年12月20日から12月28日まで、キャロライン洋子主演のミュージカルが三越劇場で上演された。これに関連して、「キャンディ・キャンディ」「あしたがすき」のキャロライン洋子によるカバー盤（編曲：戸塚修）が発売された。
また、1977年12月20日から12月27日まで劇団ピッカリ座によるぬいぐるみミュージカルが国際劇場で上演された。

## キャンディ・キャンディ ニセTシャツ事件
本作の主人公のキャンディを無断でTシャツに使用し、ニセの証紙まで貼って販売したとして、1978年7月に、アニメの著作権者である東映動画が大阪府警に業者Kを刑事告訴。1979年8月に、大阪地裁で被告人に有罪判決が下った。日本の商品化権侵害における初めての刑事事件とされている。

### 背景
東映動画は1970年代前半まで赤字経営であった。経営改善のために1974年に新社長に就任した今田智憲は、新施策を次々に打ち出した。そのうちの一つに繊維問屋の岩井との提携があった。
繊維業界は流通が複雑で原糸、原反、染色、捺染、縫製でそれぞれ別業者が担当していた。繊維メーカーはそれぞれの業者と契約を結ぶわけだが、生産のミスマッチが起きやすく、生産が滞ることが多発していた。特に捺染と縫製では零細業者が多いため生産不足に陥ることが多かった。さらにキャラクター衣料の場合、年度始めの4月にスタートさせる番組が多いため、夏までに時間が足りず、十分な数の夏物のキャラクター衣料を生産するのが困難だった。
このため、東映動画からキャラクター衣料を許諾された繊維メーカーは契約違反を犯して、東映が認めない業者に不足分の生産を委託することが多かった。これら東映の管理を離れたキャラクター衣料の一部は無許諾商品として市場に出回った。キャラクター衣料が、他の関連商品と比べると製造が容易なことも、拍車をかけた。無許諾製品は品質に劣ることが多いため、キャラクターのイメージを傷つけた。また、偽物は廉価で売られることが多く、正規品の販売にも悪影響を与えた。
岩井との提携はこの無許諾生産をなくすためで、この提携で東映動画は末端業者に至るまで生産者すべてと直接契約を交わし、一旦すべてのキャラクター衣料は東映動画に納めた上で、岩井が販売する形をとった。

### 発覚
1978年5月、岩井社員が同社が卸していないスーパーで本作のTシャツが販売されていることを発見した。Tシャツには東映動画の証紙が貼られていたが、東映が証紙印刷を依頼している印刷屋は偽物と断定した。岩井は発見元のスーパーから問題のTシャツの流通を追跡し、大阪の業者Kという男にたどり着いた。Kは前年まで本作のキャラクター衣料を製造していた三露産業の販売員だった。東映と岩井とKの間で話し合いが行われた。Kは当初、事実を認め謝罪し、偽物の版型とニセ証紙の版型を提出することを誓約したが、後に態度を豹変し「やれるものならやってみろ」という旨の発言をした。東映動画は示談ではなく、法的追及を決断した。同社の顧問弁護士はまずKに警告文を送ったが無視され、Kは行方をくらました。
ここで東映動画のいうところの「ラッキー」なことが起きる。本作のTシャツを独占して捺染していたプラザ商事が、他社が捺染した本作のTシャツを発見したのである。不審に思った東映はTシャツを捺染した三陽捺染から昭和産業という会社の依頼だったことをつきとめる。さらに昭和産業は大阪の伊藤萬の嘱託のKという男の依頼を受けて依頼したことが解った。また、三陽捺染は妙見繊維という縫製会社からも依頼を受けていた。昭和産業と妙見繊維の依頼で同社が捺染した本作のTシャツは12万枚に及んだ。
一方、岩井は流通関係の調査を進め、ニセTシャツの流通経路をいくつか突き止めた。突き止めた流通経路で取り扱っていたTシャツは約1万2000枚であり、前述の12万枚の一部に過ぎないが、それらの仕入先がすべてKであることが解った。
また、ジーンズ・メーカーの備前興業が同じ人物から3万5000枚の東映動画の証紙を買い取ったことを岩井に伝えてきた。東映動画と岩井がニセ証紙の捜査を進めていることは業界で知られつつあり、そのことが備前興業にも伝わったのである。それらの証紙はすべて偽造品であった。こうして証拠品を得たことが告訴に踏み切らせる大きな要因となった。

### 告訴
1978年7月7日、東映動画は業者Kを大阪府警に有印私文書偽造、同行使罪、著作権侵害罪で刑事告訴した。大阪府警は告訴を受けて捜査を開始。まず問題になったのは著作権である。大阪府警は文化庁著作権課に問い合わせをした。すると回答は原作漫画の著作権侵害になることは確かだが、二次著作物であるアニメの著作権の侵害にはならないのではないかということだった。そこで大阪府警は原作を出版している講談社に問い合わせた。講談社は東映動画に本作のアニメ制作のために原作使用権および商品化権を一任していることなどを答えた。
また、原作者であるいがらしゆみこと水木杏子は講談社の要請により、業者Kを大阪府警に告訴した。著作権の問題がなくなった大阪府警は大規模な捜査を開始。行方不明だったKの居場所を突き止め、逮捕した。また、偽造製造されたTシャツは237,331枚で、その内、販売されたTシャツは222,347枚に及ぶことが解った。

### 裁判
裁判で争点となったのは、アニメの創作者である東映動画に著作権があるかということである。K側は「原作漫画の複製物にすぎず、第二次著作物としての独自の創作性を全く欠いている」と主張したのである。裁判所は「『キャンディ・キャンディ』なる女の子のキャラクターの生みの親が原作漫画であるとすれば、本件映画はその育ての親」としてアニメに創作性を認め、キャンディのキャラクターに関する東映動画の著作権を認めた。もっとも、これは原作者の告訴がなかったら、出なかった判決とされた。1979年8月14日、Kは有罪になり、懲役2年、執行猶予3年の有罪判決が言い渡された。執行猶予がついたのは並行して行われた民事訴訟でKが東映動画に和解金950万円を払い、和解が成立したためだと推測された。また、著作権侵害は成立したものの、私文書偽造は成立しなかった。証紙はローマ字で書かれており、ローマ字で書かれた文章は、私文書偽造罪にならないためである。
判決はむしろ、著作権を軽視する風潮が強かった繊維業界に対する警告の意味が強かったとされる。

## キャンディ・キャンディ著作権裁判

### 概要
原作者・水木杏子と作画者・いがらしゆみこの間で生じた、本作の著作権帰属を巡る争い。
当初、いがらし側が契約違反でキャラクターの無断使用したことに対し争う裁判であったが、いがらし側が「水木の著作権そのものが存在しない」と主張したため、本裁判は水木の著作権の確認が争点となった。
本作品についての確定した最高裁判決を要約すると、
- 水木の原作が原著作物である
- （扉絵などを含めた）漫画については、二次的著作物という位置づけになる

と判断された。
つまり、
- 「"いがらし作画による漫画"の二次使用」である「東映版アニメ（アニメ版）の頒布・放映」や、「各種キャラクターグッズの制作・販売」するには、原著作者・作画者両名の許諾が必要
- 原著作物である水木の「原作原稿をもとにした小説」の出版や、「いがらしのキャラクターデザインを使用せず、再漫画化・新作アニメ化」するには、原著作者である水木杏子のみの許諾でよい

という結論である。これは漫画連載当時の1975年から1995年の契約解除までの間、講談社が行ってきた版権処理とも合致する。
ちなみに、前述のニセTシャツを受けて「二度目の著作権侵害事件」とされている。

### 事件の経緯
1995年に、いがらしと日本アニメーションとの間で「キャンディ・キャンディ」のリメイクの話が浮上したため、講談社に委託していた著作権管理契約を解除したことに始まる。しかし、リメイクの話は進展せず、日本アニメーションから続編の作成を依頼された水木杏子（名木田恵子）が「キャンディ・キャンディ」はすでに完結したものとして断ったこともあり、リメイクの話は立ち消えになった。
アニメ企画に合わせて、1995年11月には水木といがらしが「キャンディ・キャンディ」の著作権に関して、営利目的の二次使用や商品化等についてすべて「双方の同意を必要」とする契約を締結したが、この管理業務を委託する管理者が決まらないまま、契約が宙に浮く形になっていた（その後、いがらしは水木に契約違反を指摘され、契約を解除した）。
1997年5月に「キャンディ・キャンディ」の写真シール機が設置されていることが判明した。ゲーム会社バンプレストといがらしのマネージャーの山本昌子が代表を務める香港のキャンディ・コーポレーションとの契約により設置されたものだった。また、香港の玉皇朝出版が「キャンディ・キャンディ」の翻訳版を出すことが発覚した。どちらも原作者、水木の了解なしに行われたものだった。香港の翻訳版については、原作者が抗議したものの、最終的には契約し、出版を認めている。
また、1997年8月以降、産経新聞、サンケイリビング新聞紙上における通信販売や原画展等において、フジサンケイアドワークらが、3万円から14万円の「高級オリジナル現代版画（オフセット印刷）」を作成し、販売した。1997年11月には、岡山県倉敷市にいがらしが「いがらしゆみこ美術館」をオープンし、そこでも多くのキャラクター商品が発売された。1998年6月にはカバヤ食品がいがらしゆみこだけの著作権表示をした「キャンディ・キャンディ」の飴を販売していることが発覚した。これらは、すべて水木の了解なしに、いがらし側の独断で行われていた。
水木は1997年11月に締結した契約違反であるとして、いがらしとフジサンケイアドワークに複製版画の出版差し止めや販売差し止めを請求して裁判となった。いがらしは契約違反について全面否定した上で、「水木が原作者ではない」「水木に著作権はない」「"絵"はいがらしの専有するものである」などと主張し、「水木の原作」であること否定し続けた。そのため、裁判は「誰がマンガの著作者であるか」を争点にして争われるようになる。
裁判が行われている間も、いがらしと一部の業者、いがらしの弁護士は「控訴しているので、まだ判決は確定していない」「裁判は終わった」「水木と和解した」「商品化しても水木に了解を取る必要はない」などを主張し、販売を続けていた。また、朝日新聞朝刊（東京本社版2000年9月19日付朝刊32面）に掲載のエステー化学（現：エステー）の広告にキャンディとアルバートそっくりのキャラクター（名前はそれぞれ「ゆみちゃん」と「いがら氏」となっており別人という態だった）が掲載されたり、美術館に原画展示の許諾を求めて、逆にいがらしが水木を訴えたりした。
判決後も、いがらし側は、日本国外版の出版許可を水木の許可なく行ったり、いがらし美術館で、「キャンディ・キャンディ」の絵を展示するなど、判決の内容に反する行為を続けていたが、現在ではなくなっている。

### 判決
2001年10月に最高裁判所で原作者である水木の勝訴が確定した。この判決により、「キャンディ・キャンディ」は、「原作については水木のみが著作権を持つ」が、「キャンディ・キャンディ」を描いた「漫画については、原作の二次的著作物である」ことが確認され、「原作者の同意なしに営利目的での作成、複製、又は配布をしてはならない」ことになった。

### 評価
この裁判は「ウルトラシリーズ」（ウルトラマン訴訟）「宇宙戦艦ヤマト」とともに、作品やキャラクターの著作権・ライセンス契約等を巡る訴訟として法曹関係者の注目も集め、「著作権判例百選 別冊ジュリスト（No.157）（第三版 2001年5月刊）」で解説がされている。しかし、解説中の「本件においてはX（水木）の原作原稿に基づいてY（いがらし）が漫画原稿を作成するという一方的な関係のみならず、そうして出来上がった漫画作品に合わせてX（水木）が次回原作原稿を作成するという双方向的な関係が存在しているから」という記述について、原作者の水木は、一般的には、漫画の原作は漫画に先行して作成されるもので、漫画に合わせて原作が作られることはないとして、「法曹関係者は事実関係の確認をしないまま、いがらし寄りの見解を掲載している」と批判している。
一方で、梶原一騎のように、自身の原作を踏まえて描かれた漫画を見て、原作を膨らませたと認めている例や、永井泰宇（高円寺博）・永井豪兄弟とダイナミックプロのように、親族や所属作家同士で作品に応じて互いに原作と作画・ノベライズや共同製作を行った例があるなど、一方的な関係か双方向的な関係かは作品ごとに異なる。
本作品については、双方向的な関係を一部認めながらも、全体としては一方的な関係であるとして、水木が原作者としての権利を有すると判断している。なお、いがらしも連載中からこの関係を容認していたとも判断している。
学者や法律実務家の中では、「キャンディ・キャンディ」のキャラクターの絵自体は「キャンディ・キャンディ」の漫画とは別の著作物と考えられ、そこに原作者の権利をすべて及ぼすのは保護範囲が広すぎる、というような上記の最高裁判決に批判的な意見が多い。著作権法では漫画をはじめとする創作作品中のキャラクター（絵柄のことではなく、登場人物の存在そのもの）には著作物性を認めていない。詳細は、「ポパイネクタイ事件」最高裁判決平成9年7月17日を参照。
講談社の版権事業推進部長・新藤征夫は、地裁判決の翌朝の『朝日新聞』朝刊にて「1995年に五十嵐さんと、名木田さんの側から「自分たちで版権を管理したい」との要望があり、2人に返した。原作者と漫画家だけで管理するのは珍しいケース。出版社が仲介する場合、契約で原作者と漫画家の権利は同等に定めるのが普通だ。漫画にとって設定、ストーリー、世界観も重要な要素で、原作あっての漫画だといえる。漫画家が絵だけの権利を主張しても通らないのが業界の常識になっている。」とコメントしている。

### 事件の影響
講談社版の単行本は、1995年に著作権契約を解除した後も出版契約が続いていたが、最高裁の判決後のいがらし声明文を受けて、水木と講談社の話し合いにより契約解除・絶版となった。中央公論社の文庫版は水木が中央公論社との契約を解除し、1999年1月に絶版となっている。
東映アニメーションが講談社から許諾を受けていた著作権の二次使用権が失効となったため、現時点ではアニメーション作品の再放送とビデオ・DVD化とインターネット配信などが不可能となっている。原作者・作画者ともにアニメの再公開に関しては、東映からの申し入れがあれば許諾すると公に発言しているが、2016年3月まで東映CMの公式サイトでは「現状諸問題があり、CM利用ができない」と明記されていた。
いがらしは2007年1月から3月の間、台湾・三義郷西湖村にある西湖渡假村（レジャーランド）にて、日本アニメーションと合同で『甜甜Lady Lady』と題された「オリジナル新作」のイベントを開催しているが、そのキャラクターはキャンディ、アンソニー、テリィにそれぞれ類似していると指摘された上、イベントステージでは「甜甜の憧れの王子様」に扮した役者がバグパイプの演奏をするなど、ストーリー内容面での類似も指摘されている。台湾では既に『甜甜Lady Lady』のキャラクターグッズが販売されており、同年5月には日本アニメーション作品である『赤毛のアン』『ペリーヌ物語』とセットで『甜甜Lady Lady』のイラスト入り記念切手が発売された
2008年8月には『甜甜Lady Lady』の版権管理会社であり、いがらし原作の『レディジョージィ』DVDボックスを『甜甜Lady Lady』の複製画の特典付で販売していた齊威國際多媒體股有限公司（Power International Multimedia Inc.、略称PIM）から、『キャンディ・キャンディ』のDVDボックスが発売された。PIMはスペインから版権を取得した正規品と宣伝しているが、東映も水木も関知していないという。
2003年に復刊ドットコムより水木による小説版が復刊された際には、いがらしの挿絵を除外したことで版権の問題をクリアしている。また、前述のサウンドトラックをCD化した『キャンディ キャンディ SONG & BGM COLLECTION』には、いがらしの物やテレビアニメ版も含めて、イラストがジャケットにもブックレットにも一切入っていない。
『朝日新聞』2009年4月23日付夕刊7面ではイラストが入った主題歌シングルのジャケットが、2013年発売の宝島社のブランドムック『いがらしゆみこ 45th Anniversary Book』では講談社版の単行本の表紙がそのまま紹介された。

## 関連商品

### レコード＆カセットテープ
- 「キャンディ キャンディ」〈CS-7022〉
  - 日本コロムビアより1977年3月に発売されたLPレコード。ジャケットのイラストはアニメの絵ではなく、いがらしゆみこによる。このLPは放送終了後に追加プレス販売の告知があった。
  - A面2 - 5およびB面2 - 5の作詞は丘灯至夫、作曲・編曲は主題歌と同じく渡辺岳夫＆松山祐士コンビによる。
  - A面

  1. オープニングテーマ「キャンディ キャンディ」
  2. つめたくされても
歌：堀江美都子
  3. 夢ならさめないで
歌：堀江美都子、ザ・チャープス
  4. キャンディワルツ
歌：堀江美都子
  5. がんばれキャンディ
歌：堀江美都子

  - B面

  1. エンディングテーマ「あしたがすき」
  2. あこがれのひと
歌：堀江美都子、こおろぎ'73、ザ・チャープス
  3. 仲よしクリン
歌：堀江美都子
  4. すてきなキャンディ
歌：こおろぎ'73[注釈 15]
  5. 想い出のうた
歌：堀江美都子、こおろぎ'73、ザ・チャープス
- レコード＋絵本「デラックスカード絵本レコード キャンディ キャンディ」〈CZ-7010〉
  - 日本コロムビアより1978年12月に発売。内容は主題歌＋挿入歌＋ドラマで、新曲「幸せのとびら」（作詞・作曲：堀江美都子 / 編曲：青木望 / 歌：堀江美都子、こおろぎ'73、ザ・チャープス）も含まれていた。
- カセットテープ＋絵本「テレビ漫画 キャンディ キャンディ うたとおはなし」〈CEK-614〉
- シングル「キャンディ キャンディ／あしたがすき」〈SCS-319〉
- シングル「あこがれのひと／がんばれキャンディ」〈SCS-342〉
- シングル「夢ならさめないで／キャンディワルツ」〈SCS-372〉

### CD
- 8cmシングル「キャンディ キャンディ」〈CODC-8996〉
  - 劇場版公開に先駆けて1992年3月に発売。新アレンジ版「キャンディ キャンディ'92」（編曲：山本健司）収録。
- アルバム「キャンディ キャンディ」〈COCC-9690〉
  - 1992年4月発売。LP（CS-7022）の10曲に「キャンディ キャンディ'92」と「幸せのとびら」を加えたもの。

### ビデオ
- 1985年に、東映ビデオから前半から24話抜粋した、傑作選のビデオが発売されていた（1、5、12、22〜26、29〜32、36〜47話。3話ずつ収録の全8巻）。

### DVD
未だに日本でDVDが発売されていない。下記の他、イタリアでも発行されている。
- 韓国では韓国語と日本語の音声を収録した20枚組のDVD-BOXが発行されている。
- 台湾では『小甜甜 Candy Candy』のタイトルで中国語と日本語の音声を収録した8枚組のDVD-BOXが発行されている。